# Comissari Maigret

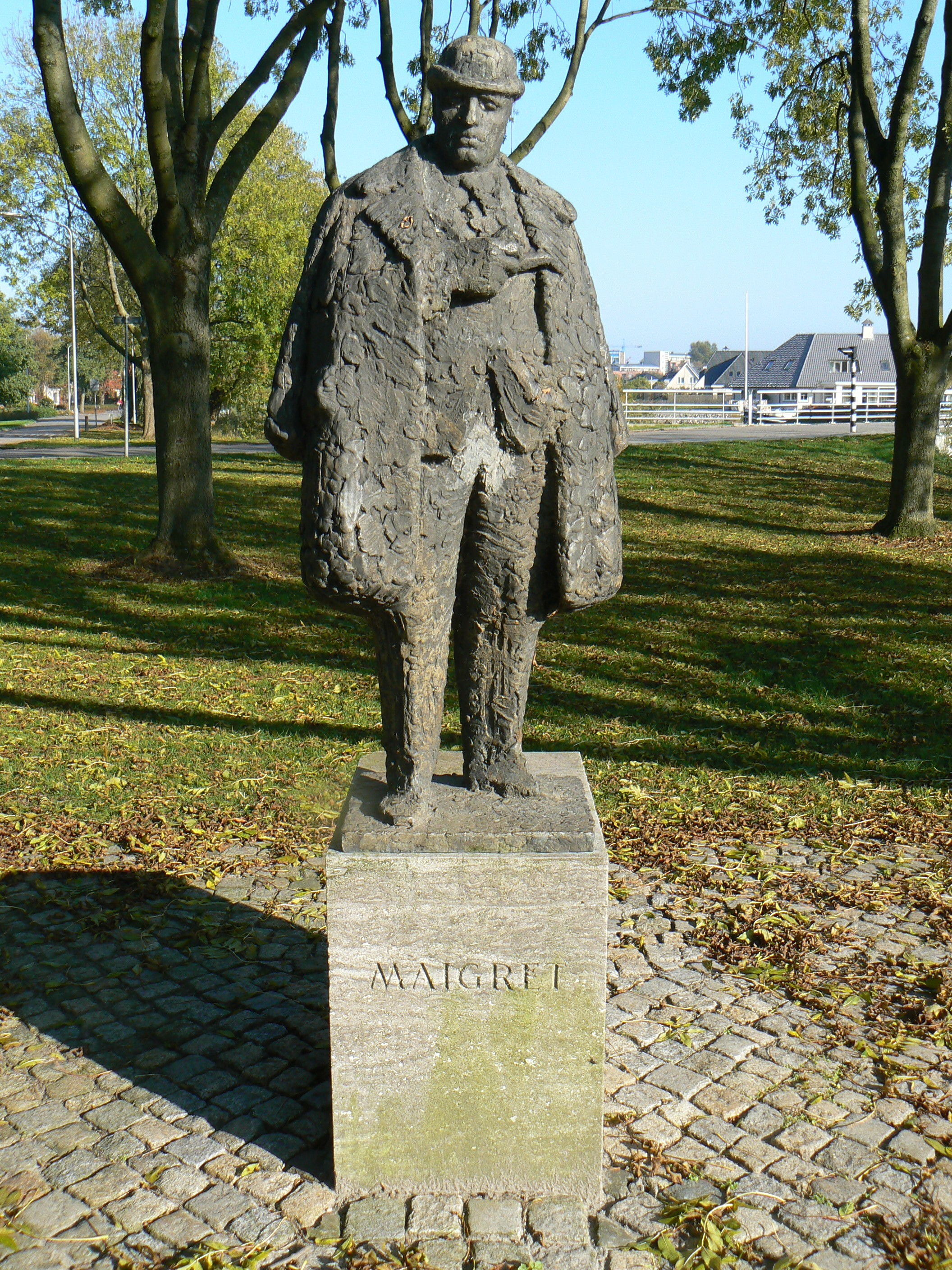
Estàtua en honor del comissari Maigret a la ciutat neerlandesa de Delfzijl.

Jules Maigret, més conegut com el comissari Maigret o, simplement, Maigret, és un comissari fictici de la policia judicial francesa creat per Georges Simenon que ha protagonitzat 78 novel·les i 28 contes, escrits entre 1929 i 1972, encara que l'any que es va publicar la seva primera novel·la, Pietr el Letó, va ser el 1931.
Segons es pot desprendre de l'obra, va néixer l'any 1887 al poble fictici de Saint-Fiacre, inspirat en Paray-le-Frésil, prop de la ciutat de Moulins-sur-Allier, al departament d'Alier (Alvèrnia). El 1907 Maigret comença la carrera de medicina a Nantes, però a l'any següent l'abandona i es trasllada a París, on comença a treballar a la policia. El 1912 es casa amb Louise Leonard i se'n van a viure a l'apartament del Boulevard Richard Lenoir, que no abandonaran fins a la jubilació del comissari. El 1913 tenia el seu primer cas important, reflectit a La primera investigació de Maigret, quan era un modest ajudant en una comissaria de barri, i que li valdrà un lloc a la Policia Judicial, de la qual arribarà a ser comissari en cap al 1928, càrrec que ocuparà, després de declinar en diverses ocasions la possibilitat de ser ascendit a director de la Policia Judicial, fins a la seva jubilació el 1956, a l'edat de 69 anys. Aleshores Maigret es retira en una casa de camp que havia comprat el 1953 i on sovint passava els caps de setmana, a Meung-sur-Loire, al departament del Loiret (Centre - Vall del Loira). Però, fins i tot retirat de la seva feina, Maigret es continuarà ocupant ocasionalment de resoldre els casos interessants que es trobi al davant.
La forma habitual de solucionar els casos que se li presenten a Maigret és «introduir-se en les vides» d'aquelles persones que són al voltant de l'afer investigat. Resol els casos mitjançant la comprensió de les formes de vida dels seus investigats, pensant, menjant, vivint com ells. A través del comissari Maigret, Simenon ens conta històries policíaques però sobretot ens conta històries de persones, pobles i ciutats, petites històries que transcendeixen, ja que tracten temes universals.

## Obres protagonitzades per Maigret
Llista d'obres de Simenon amb el comissari Maigret com a protagonista. Comprenen el títol original en francès i la data de publicació (les que han estat traduïdes al català afegeixen al costat el títol, l'editorial i la data de la primera edició).
- Pietr-le-Letton (1931) – Pietr el letó (Columna, 1992)
- Le charretier de la Providence (1931) – El carreter de La Providència (Edicions 62, 1965)
- M. Gallet décédé (1931)
- Le pendu de Saint-Pholien (1931) – El penjat de Saint-Pholien (Edicions 62, 1964)
- La tête d'un homme (L'homme de la Tour Eiffel) (1931) – La pell d'un home (Edicions 62, 1964)
- Le chien jaune (1932) – El gos groc (Edicions 62, 1967)
- La nuit du carrefour (1931) – La nit de la cruïlla (Edicions 62, 1966)
- Un crime en Hollande (1931) – Un crim a Holanda (Columna, 1996)
- Au rendez-vous des Terre-Neuves (1931)
- La danseuse du Gai-Moulin (1931)
- La guinguette à deux sous (1932)
- L'ombre chinoise (1932) – L'ombra xinesa (Edicions 62, 1967)
- L'affaire Saint-Fiacre (1932)
- Chez les Flamands (1932)
- Le port des brumes (1932) – El port de les boires (Edicions 62, 1972)
- Le fou de Bergerac (1932) – El boig de Bergerac (Àrea, 1989)
- L'écluse no. 1 (1933)
- Maigret (1934)
- Liberty Bar (1937) – Liberty Bar (Edicions 62, 1965)
- Une erreur de Maigret (1938)
- L'amoureux de Madame Maigret (1938)
- Stan le tueur (1938)
- L'Auberge aux noyés (1938)
- La péniche aux deux pendus (1938)
- L'affaire du Boulevard Beaumarchais (1938)
- La fenêtre ouverte (1938)
- Monsieur Lundi (1938)
- Jeumont, 51 minutes d'arrêt (1938)
- Les larmes de bougie (1938)
- Rue Pigalle (1938)
- La vieille dame de Bayeux (1938)
- L'Étoile du Nord (1938)
- Tempête sur la Manche (1938)
- Mademoiselle Berthe et son amant (1938)
- L'improbable Monsieur Owen (1938)
- Ceux du Grand Café (1938)
- Le notaire du Châteauneuf (1938)
- L'Homme dans la rue (1939)
- Vente à la bougie (1939)
- La maison du juge (1940)
- Les caves du Majestic (1942)
- Cécile est morte (1942)
- Menaces de mort (1942)
- Signé Picpus (1944) – Signat Picpus (Edicions 62, 1968)
- Félicie est là (1944)
- L'Inspecteur Cadavre (1944)
- La pipe de Maigret (juny del 1945)
- Maigret se fâche (agost del 1945
- Le témoinage de l'enfant de chœur (1946)
- Maigret à New York (març del 1946)
- Le client le plus obstiné du monde (maig del 1946)
- Maigret et l'inspecteur malgracieux (maig del 1946)
- On ne tue pas les pauvres types (agost del 1946)
- Sous peine de mort (novembre del 1946)
- Les vacances de Maigret (novembre del 1947) – Les vacances de Maigret (Columna, 1996)
- Maigret et son mort (gener del 1948) – Maigret i el seu mort (Àrea, 1990)
- La première enquête de Maigret, 1913 (octubre del 1948)
- Mon ami Maigret (febrer del 1949)
- Maigret chez le coroner (juliol del 1949)
- L'amie de Mme Maigret (desembre del 1949)
- Un Noël de Maigret (maig del 1950)
- Les mémoires de Maigret (setembre del 1950) – Les memòries de Maigret (Columna, 2004)
- Maigret et la vieille dame (desembre del 1950)
- Maigret au «Picratt's» (desembre del 1950)
- Maigret en meublé (febrer del 1951)
- Maigret et la grande perche (maig del 1951)
- Maigret, Lognon et les gangsters (setembre del 1951) – Maigret, Lognon i els gàngsters (Àrea, 1989)
- Le revolver de Maigret (juny del 1952)
- Maigret et l'homme du banc (1953) – Maigret i l'home del banc (Àrea, 1989)
- Maigret a peur (març del 1953)
- Maigret se trompe (agost del 1953)
- Maigret à l'école (desembre del 1953) – Maigret a l'escola (Àrea, 1990)
- Maigret et la jeune morte (gener del 1954)
- Maigret chez le ministre (agost del 1954) – Maigret i el ministre (Bromera, 1989)
- Maigret et le corps sans tête (gener del 1955)
- Maigret tend un piège (juliol del 1955)
- Un échec de Maigret (març del 1955)
- Maigret s'amuse (setembre del 1956) – Maigret es diverteix (Àrea, 1990)
- Maigret voyage (agost del 1957)
- Les scrupules de Maigret (desembre del 1957)
- Maigret et les témoins récalcitrants (octubre del 1958)
- Une confidence de Maigret (maig del 1959)
- Maigret aux assises (novembre del 1959)
- Maigret et les vieillards (juny del 1960)
- Maigret et le voleur paresseux (gener del 1961) – Maigret i el lladre mandrós (Àrea, 1988)
- Maigret et les braves gens (setembre del 1961)
- Maigret et le client du samedi (febrer del 1962) – Maigret i el client del dissabte (Edicions 62, 1968)
- Maigret et le clochard (maig del 1962) – Maigret i el vagabund (Àrea, 1988)
- La colère de Maigret (juny del 1962)
- Maigret et le fantôme (juny del 1963) – Maigret i el fantasma (Àrea, 1990)
- Maigret se défend (juliol del 1964) – Maigret es defensa (Àrea, 1989)
- La patience de Maigret (març del 1965)
- Maigret et l'affaire Nahour (febrer del 1966)
- Le voleur de Maigret (novembre del 1966)
- Maigret à Vichy (setembre del 1967)
- Maigret hésite (gener del 1968)
- L'ami d'enfance de Maigret (juny del 1968)
- Maigret et le tueur (abril del 1969)
- Maigret et le marchand de vin (setembre del 1969) – Maigret i el comerciant de vins (Àrea, 1989)
- La folle de Maigret (maig del 1970)
- Maigret et l'homme tout seul (febrer del 1971)
- Maigret et l'indicateur (juny del 1971)
- Maigret et Monsieur Charles (febrer del 1972)